# Gierstädt
Gierstädt ist eine Gemeinde im Landkreis Gotha in Thüringen. Sie gehört zur Verwaltungsgemeinschaft Fahner Höhe.

## Gemeindegliederung
Zur Gemeinde Gierstädt gehören die Ortsteile Gierstädt und Kleinfahner.

## Geschichte
Gierstädt war zusammen mit Burgtonna Teil der Südgrenze des Altgaues Kaiser Karls des Großen. Eine Urkunde vom 3. August 775 berichtet, wie der Ackerbau auf kleinen Feldern betrieben wurde und dafür zuvor der Wald gerodet werden musste. Gierstädt gehörte mit zum Herrschaftsbereich der Herren von Vanre. Hiervon leitet sich der Name des Nachbardorfes Großfahner (Gross-Vanre) und von Kleinfahner (Wenigen-Vanre) ab. 1412 wurde den Herren von Seebach das Mitlehen an den beiden Fahner Dörfern und Gierstädt gegeben, 1434 hat dann Thilo von Seebach Groß- und Kleinfahner gekauft. Von da an bis 1945 blieben diese Güter in der Hand der Familie. Ab 1640 war der Ort als Teil der Herrschaft Fahner unter der Landesoberhoheit des Herzogtums Sachsen-Gotha bzw. Sachsen-Gotha-Altenburg.
Der Dreißigjährige Krieg brachte sehr viel Not und Leid über die Orte. In der anschließenden Wiederaufbauphase wurde das älteste noch heute bewohnte Fachwerkhaus in Gierstädt errichtet (1666).
Im Jahr 1806 fielen Truppen Napoleons über die Orte her, und in den Befreiungskriegen von 1813 wurden sie durch Kosaken geplündert.
Ab 1791 blühte der Obstanbau in der Region auf. Die Fahnersche Höhe wurde der „Obstgarten Thüringens“.
Wegen seiner idyllischen Lage am Fuße des Landschaftsschutzgebiets Fahner Höhe wurde Gierstädt schon zu Beginn des 20. Jahrhunderts zu Erholungszwecken genutzt. Das 1929 eingeweihte Freibad ist eines der ältesten in Thüringen. Es wurde 2004/05 aufwendig saniert.
Der Besetzung durch US-Truppen im April 1945 folgte im Juli die Eingliederung in die SBZ (später DDR), mit Enteignungen, Bodenreform, Zwangskollektivierung und LPG-Gründung. Gierstädt wurde mit erfolgreichem Obstanbau und -Verarbeitung eine Art von Vorzeige-Dorf in der DDR.
1986 besuchte Erich Honecker Gierstädt und pflanzte einen Apfelbaum, der allerdings in der Zeit der Wende entfernt wurde.
Nach der Wende und Wiedervereinigung wurden viele Häuser saniert, manche im alten Fachwerkstil, nicht wenige sind aber uniform verputzt und werden zunehmend mit Dämmplatten belegt. Auch moderne Neubausiedlungen entstanden.
Mitte Oktober 2006 fand in der Flur des Ortsteils Kleinfahner die Gedenkveranstaltung Fahner Höhe Biwak anno 1806 statt. Damit wurde an die Ereignisse des Jahres 1806 gedacht, als etwa 20.000 französische Soldaten am Ortsrand ein Heerlager aufbauten und den damals kaum 200 Einwohner zählenden Ort vollkommen ausplünderten. Neben einem Historienumzug wurde auch des Pfarrers Johann Volkmar Sickler gedacht, der die Einführung des Obstbaues in der Fahner Höhe bewirkte.

### Einwohnerentwicklung
Entwicklung der Einwohnerzahl (31. Dezember):
- 1994: 911
- 1995: 926
- 1996: 924
- 1997: 912
- 1998: 973
- 1999: 908
- 2000: 975
- 2001: 986
- 2002: 991
- 2003: 890
- 2004: 965
- 2005: 942
- 2006: 881
- 2007: 867
- 2008: 873
- 2009: 873
- 2010: 862
- 2011: 845
- 2012: 869
- 2013: 829
- 2014: 885
- 2015: 833
- 2016: 814
- 2017: 828
- 2018: 830
- 2019: 822
- 2020: 814
- 2021: 802
- 2022: 784

Datenquelle: Thüringer Landesamt für Statistik

## Wirtschaft
Größter Arbeitgeber ist die Fahner Obst e. G., die aus der ehemaligen LPG Fahner Obst hervorging. Die seit 1994 bestehende Naba Feinkost GmbH beschäftigte 2019 etwa 100 Angestellte.

## Kultur und Sehenswürdigkeiten

### Vereine
Wichtige Vereine der Gemeinde Gierstädt sind der SV Fahner Höhe (Kegelverein), die Freiwillige Feuerwehr und der Gierstädter Traditionsverein.
Die Kameraden der Freiwilligen Feuerwehr Kleinfahner halten mit ihrer Traditions-Feuerwehr alte Geräte und Ausrüstungen einsatzbereit und präsentieren diese in traditionellen Uniformen.

### Sehenswürdigkeiten
Gierstädt und Kleinfahner werden entlang des Waldrandes durch einen Naturlehrpfad verbunden, der auf mehreren Holzschildern über die ortsspezifische Flora und Fauna informiert.

### Gierstädt

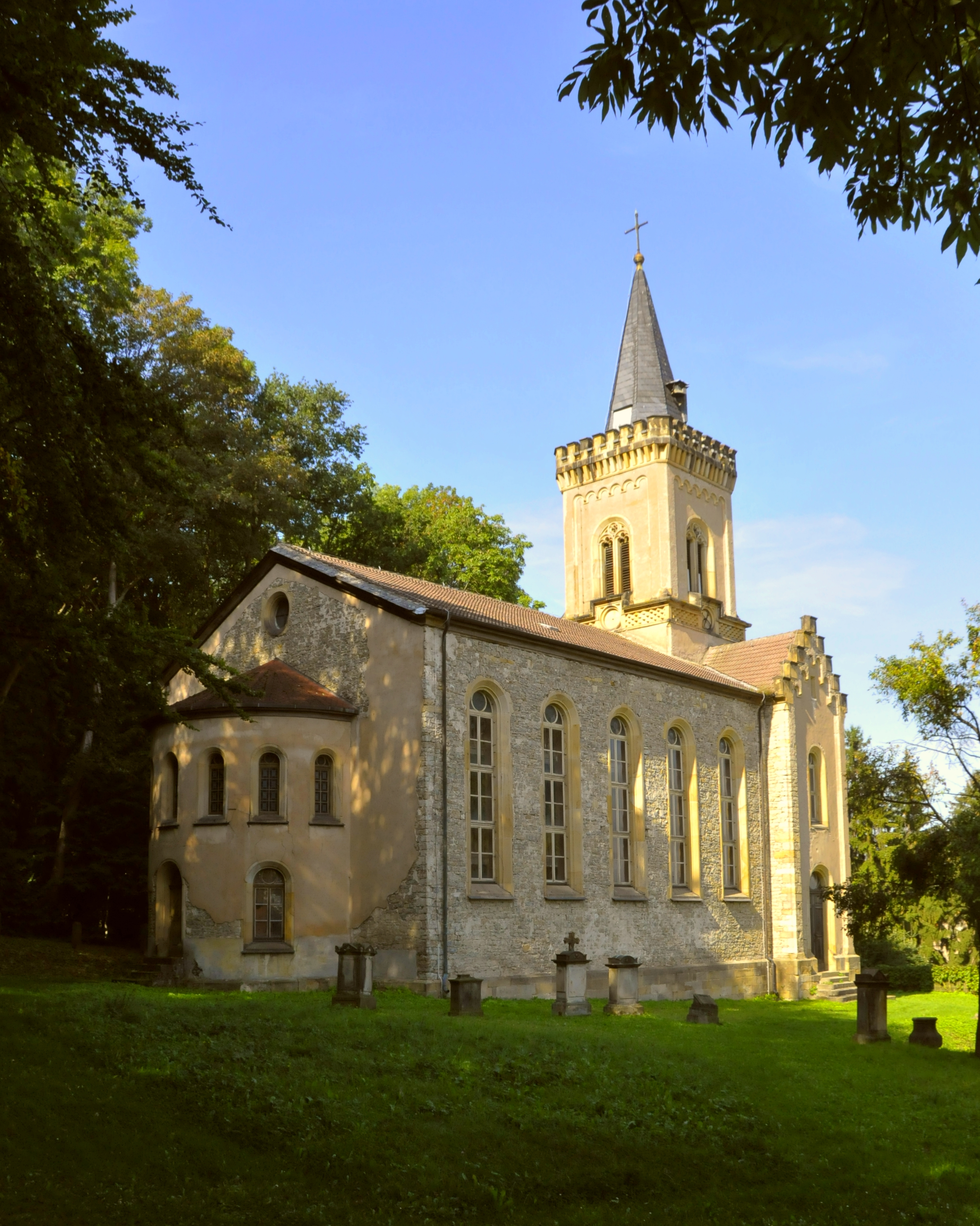
Kirche von Gierstädt

- St. Bonifatius am Kirchberg über Gierstädt am Waldrand: erbaut 1844/46, vereint englische und deutsche Neugotik sowie italienische Renaissance. Die Kirche gilt als eine der schönsten der Umgebung. Der Ausblick auf das Thüringer Becken ist großartig. Alte Grabdenkmäler auf dem Kirchhof. Die Orgel in der St. Bonifatius-Kirche wurde 1846 vom Thüringer Orgelbauer Friedrich Knauf gefertigt. Sie hat 25 Register auf zwei Manualen und Pedal.
- Alter Dorfbrunnen an der Hauptstraße unweit des Pfarrhauses.
- Große Trauerweide
- Das Naturdenkmal „Vier Linden“ am Waldrand oberhalb Gierstädt.

### Kleinfahner

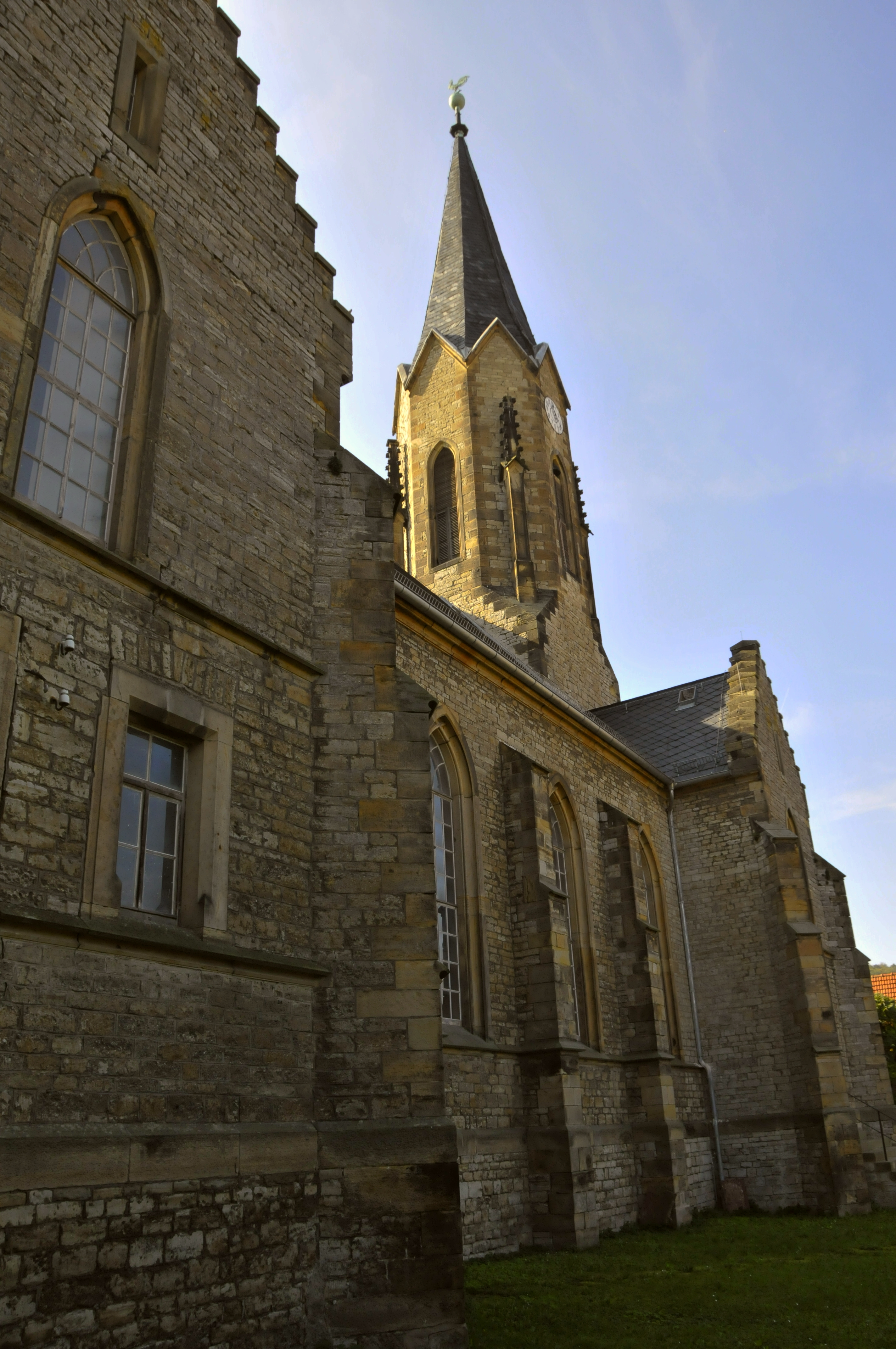
Kirche in Kleinfahner

- St.-Veit-Kirche: 1865 im neugotischen Stil erbaut, auf dem Standort einer früheren Wallfahrtskirche.
- Pfarrhaus neben der Kirche: Tafel zur Erinnerung an Johann Volkmar Sickler, den „Begründer des Obstanbaues entlang der Fahnerschen Höhen“, der hier von 1770 bis 1820 als Pfarrer wirkte.
- Wuchtiges Steinkreuz in der NO-Ecke des Kirchhofs: 2,20 m hoch, das größte Sühnekreuz der Region, Kalkstein, gotische Form. Der ursprüngliche Standort war bis 1959 20 m entfernt nahe einem abgebrochenen Haus.
- Die Fahner Mühle steht östlich Kleinfahner und ist eine Bockwindmühle, sie wurde erstmals 1728 als Lehen der Gutsherrschaft von Seebach erwähnt. Nach Brand 1893 neu aufgebaut war sie noch bis 1970 in Betrieb und wurde 1986 und Mitte der 1990er Jahre in Teilen erneuert.
- Doppelstämmige Linde als Naturdenkmal in Kleinfahner, nahe westlichem Ortsausgang.

### Regelmäßige Veranstaltungen
Das traditionelle Blütenfest im Frühling zur Kirschblüte und das Apfelfest zur Ernte mit der größten Auswahl an Äpfeln ganz Thüringens sind jährliche Höhepunkte im Gemeindeleben Gierstädts. Das Blütenfest wurde Ende April 2009 zum 111. Mal gefeiert.
Das Kirschfest in Kleinfahner mit dem Wettbewerb im Kirschkernweitspucken hat Kultstatus erreicht. Der Kirschlauf als familienorientiertes Lauf-Ereignis ist im Laufkalender gelistet.

## Persönlichkeiten
- Johann Volkmar Sickler (geb. 1742 in Günthersleben, gest. 1820 in Kleinfahner): war von 1770 bis 1820 Pfarrer in Kleinfahner. Er begründete seit 1791, zusammen mit dem Grundherrn (und Dompropst in Naumburg) Friedrich Wilhelm von Seebach, den Obstanbau an der Fahner Höhe. Züchtete Apfel- und Birnengehölze sowie die Herzkirsche. Führender deutscher Obstspezialist. Veröffentlichte „Der teutsche Obstgärtner“, das „Allgemeine Teutsche Garten-Magazin“ und das „Gartenlexikon für Unerfahrene“.
- Sebastian Heinrich Möller (1752–1827), lutherischer Theologe und Geistlicher, war ab 1780 Geistlicher in Gierstädt von 1784 bis zu seinem Tod Pfarrer des Ortes